# Coral Allegro ONCE Valencia

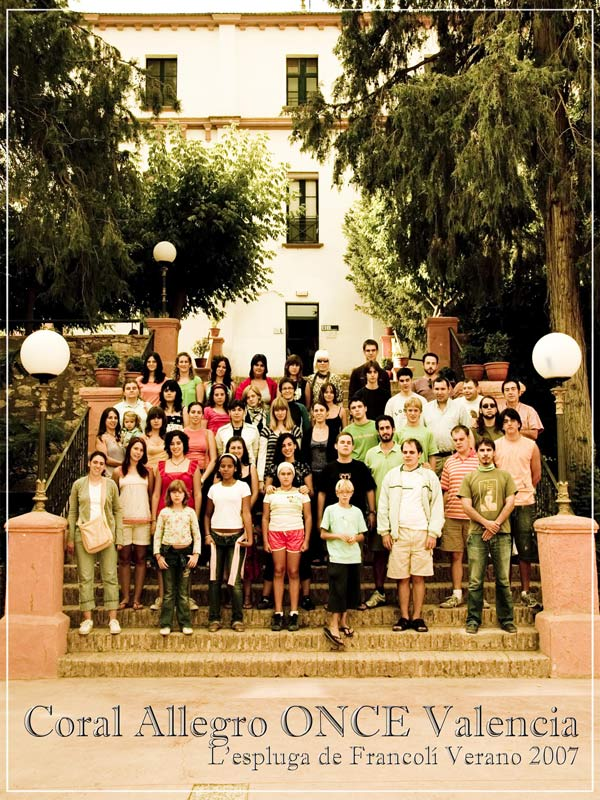
Coral Allegro ONCE Valencia en l'Espluga de Francolí (Tarragona)

La Coral Allegro ONCE Valencia es una coral fundada en 1982 en Valencia (España), que forma parte de los grupos musicales auspiciados por la Organización Nacional de Ciegos Españoles (ONCE). Cuenta entre sus coralistas con un 50% de personas afiliadas a la ONCE.

## Historia
Fundada por Julio Hurtado Llopis en 1982 en un colegio de niños y niñas ciegos y deficientes visuales, la Coral Allegro se amplió en 1988 con niños no afiliados a la ONCE. La Coral Allegro ha recorrido la geografía española ofreciendo conciertos en los cuales ha obtenido grandes éxitos.
Fuera de España ha participado en las Europeadas de Libourne, Rennes y Horsens, Festival de Música para jóvenes de Gaia (Portugal), así como en conciertos en Países Bajos y Hungría. En 1993 participó con el grupo "Romero y sus amigos" en el Festival de Benidorm, ganando el primer premio.
En 1998 actuó como teloneros en el conciertos de los Tres Tenores en el Camp Nou de Barcelona, en la ceremonia de investidura del Presidente del Parlamento Europeo en Estrasburgo y en la Expo 98 de Lisboa y en los congresos de la ISME en Tenerife (2004), Pekín (2010), Tesalónica (2012) y Bakú (2018). También ha actuado en diversos escenarios de Francia, Holanda, Hungría y Serbia, así como en el festival Hearts-in-Harmony patrocinado por Europa Cantat.
Sus espectáculos corales más importantes han sido: “La Coral Allegro canta y cuenta a W. A. Mozart”, “Ilusión”, “Once años alegrando”, “Concierto Interactivo: Una experiencia psicomusical”, “Hair”, “Algo más que un clásico concierto”, “La Coral Allegro y Perkumania cantan, tocan y cuentan a Carl Orff” y “Suite de Navidad”. “Once temas de Beatles” y “Once noches sin dormir”.
Durante el año 2003, con el motivo de la celebración del Año Europeo de las personas con discapacidad, participó en numerosos conciertos entre los cuales destacan los realizados en el Teatro Monumental de Madrid.Ha participado en diferentes actos organizados por la consellería de Bienestar Social.

## Discografía
La Coral Allegro cuenta con una nutrida discografía que cuenta con los títulos “Once años Allegrando” (1996) ; “Hair” (2000); “Once temas de Beatles” (2004). “Once noches sin dormir” (2006); "Allegro de Cine" (2009); "Allegro entre amigos" (2015); "Allegrock" (2018); "Allegro Latino" (2022)